# Imad Rondić
Imad Rondić (* 16. únor 1999, Sarajevo, Bosna a Hercegovina) je bosenský fotbalový útočník, od ledna 2020 hráč klubu FC Slovan Liberec.

## Klubová kariéra

### Mládežnické roky
Fotbalově vyrůstal v Olimpiku Sarajevo, FK Mladost Doboj-Kakanj a FK Sarajevu. S posledně jmenovaným se stal bosenským šampionem ve věkové kategorii do 19 let.

### FK Mladost Doboj-Kakanj
Premiéru na úrovni dospělých si odbyl v prvoligovém bosenském klubu FK Mladost Doboj-Kakanj, a to v sezóně 2016/17. V uvedeném ročníku odehrál celkem 3 ligová utkání bez vstřelené branky. Nastoupil také do čtyř zápasů Bosenského fotbalového poháru (taktéž neskóroval).
Působil také v týmu FK Sarajevo, v dresu prvního týmu se ale po dobu svého působení v tomto klubu neobjevil.

### SK Slavia Praha
V lednu 2018 se stal posilou české prvoligové pražské Slavie. Byl ale od začátku především členem třetiligové rezervy a ani zde si za první tým žádný soutěžní zápas nezahrál. V sezóně 2019/20 odehrál za rezervu Slavie 14 ligových zápasů, ve kterých vstřelil 8 branek.

#### FK Viktoria Žižkov (hostování)
V červenci 2018 odešel na půlroční hostování do druholigového Žižkova. Za tu dobu odehrál 12 ligových zápasů, ve kterých se dvakrát střelecky prosadil. Nastoupil také do tří zápasů MOL Cupu, ve kterých vstřelil 3 branky.

### FC Slovan Liberec
V lednu 2020 přestoupil do prvoligového Liberce. Premiéru v české nejvyšší soutěži si odbyl v únoru 2020 v utkání proti pražské Spartě. V první sezóně v dresu Liberce nastoupil celkem do 15 ligových zápasů, ve kterých se střelecky neprosadil. Odehrál také 2 zápasy v MOL Cupu.
V sezóně 2020/21 se dočkal také premiéry v evropských pohárech, když nastoupil do dvou zápasů základní skupiny Evropské ligy proti Hoffenheimu, branku nevstřelil. V uvedené sezóně už si ale získal pravidelnější zápasové vytížení, když k 5. březnu 2021 odehrál 18 ligových zápasů se 4 vstřelenými brankami. Jeden gól vsítil také ve dvou zápasech MOL Cupu, navíc se dvakrát prosadil i v jednom utkání v dresu třetiligové rezervy.

## Reprezentační kariéra
Nastoupil celkově do 6 mezistátních utkání v dresu Bosny a Hercegoviny v mládežnické věkové kategorii do 19 let, vstřelil v nich jednu branku.

## Klubové statistiky
- aktuální k 5. březen 2021

| Tým                     | Sezona            | Liga   | Liga   | Pohár  | Pohár  | Evropské poháry | Evropské poháry |
| Tým                     | Sezona            | Zápasy | Branky | Zápasy | Branky | Zápasy          | Branky          |
| ----------------------- | ----------------- | ------ | ------ | ------ | ------ | --------------- | --------------- |
| FK Mladost Doboj-Kakanj | 2016/17           | 3      | 0      | 4      | 0      | -               | -               |
| FK Viktoria Žižkov      | 2018/19 (2. liga) | 12     | 2      | 3      | 3      | -               | -               |
| SK Slavia Praha B       | 2019/20 (3. liga) | 14     | 8      | -      | -      | -               | -               |
| FC Slovan Liberec       | 2019/20           | 15     | 0      | 2      | 0      | -               | -               |
| FC Slovan Liberec       | 2020/21           | 18     | 4      | 2      | 1      | 2               | 0               |
| FC Slovan Liberec B     | 2020/21 (3. liga) | 1      | 2      | -      | -      | -               | -               |
| Celkem                  | Celkem            | 63     | 16     | 11     | 4      | 2               | 0               |